# 楊鍾健

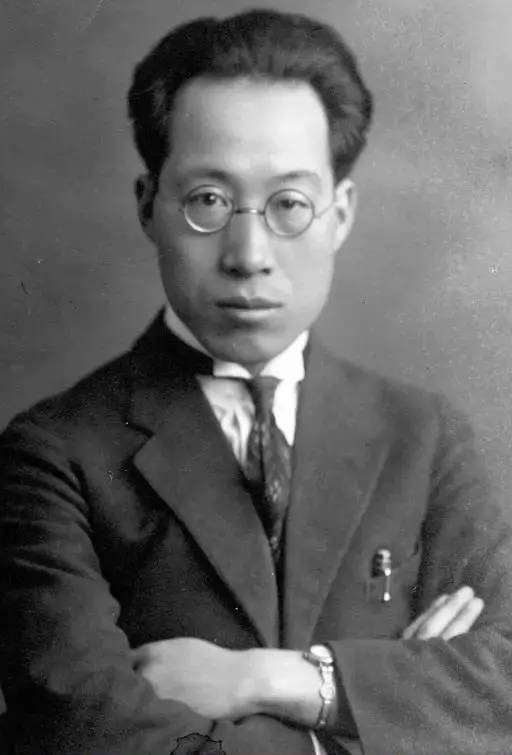
楊鍾健（1922年）

楊 鍾健（ようしょうけん、ヤン・チョンジン、Yang Zhongjian、1897年6月1日-1979年1月15日）は、中国の主要な古脊椎動物学者の一人である。字は克強でC.C. (Chung Chien) Youngとしても知られる。「中国古脊椎動物学の父」ともいわれる。陝西省華県出身。

## 伝記
楊は陝西省、華県で生まれた。1923年、北京大学の地質学科を卒業し、1927年ドイツ、ミュンヘン大学で博士号を取得した。1928年に中国地質調査所の新生代研究室に勤務し、周口店での北京原人の発掘調査を担当した。
楊は中国地質調査所、北京大学、西安の西北大学の教授を歴任した。楊の科学的研究は、今日、世界の脊椎動物化石のコレクションの中で最も重要なものの一つになっており、北京の中国科学院古脊椎動物学・古人類学研究所（IVPP）の創設に尽力した。楊はIVPPの所長と北京自然史博物館の館長両方を務めている。
楊は1933年から1970年代にかけて中国の恐竜化石の収集と研究を監督した。史上最重要級の化石発見をいくつも統括した、例えばルーフェンゴサウルスやユンナノサウルスといった原竜脚類、鳥脚類のチンタオサウルス、巨大な竜脚類のマメンチサウルス、中国初の剣竜類であるチアリンゴサウルスである。
楊の遺灰は周口店遺跡博物館のそばにかつての同僚である裴文中、賈蘭坡とともに埋葬されている。

## 参照
1. ↑  “Yang Zhongjian (1897–1979)”. Peking Man Site Museum. "Chinese geologist and vertebrate palaeontologist. In 1928, he worked as a technician at the Geological Survey of China, and took charge of the excavation at Zhoukoudian. After the establishment of the Cenozoic Research Laboratory, he had been working as its director of Vertebrate Palaeontological Laboratory, the director of the Institute of Vertebrate Palaeontology and Palaeoanthropology of Chinese Academy of Sciences respectively." {{cite news}}: 不明な引数|coauthors=が空白で指定されています。 (説明)⚠
2. ↑  Dong Zhiming (1992). Dinosaurian Faunas of China. China Ocean Press, Beijing. ISBN 3-540-52084-8

## 参考
- Norman, David. “Yang Zhongjian”. Dictionary of Scientific Biography. Vol. 25. New York: Charles Scribner's Sons. pp. 383–385. ISBN 0684101149.